# (1908) Победа
(1908) Победа (лат. Pobeda) — астероид главного пояса, который был открыт 11 сентября 1972 года советским астрономом Николаем Черных в Крымской астрофизической обсерватории. Астероид назван 20 февраля 1976 года (Циркуляр № 3937) по случаю 30-летия победы советского народа в Великой Отечественной войне. 

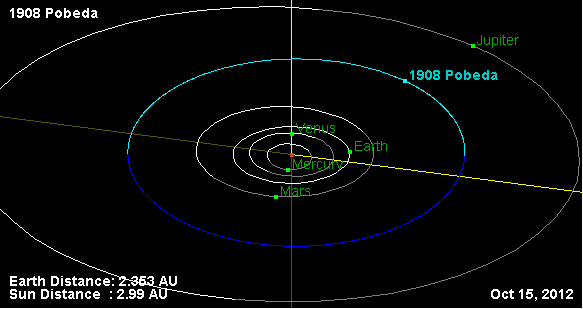
Орбита астероида Победа и его положение в Солнечной системе